# Clarmont Dessús
Clarmont Sobiran (en francès Clermont-Soubiran) és un municipi francès situat al departament d'Òlt i Garona i a la regió de la Nova Aquitània.

## Demografia
| 1962                                       | 1968 | 1975 | 1982 | 1990 | 1999 | 2007 |
| ------------------------------------------ | ---- | ---- | ---- | ---- | ---- | ---- |
| 315                                        | 316  | 270  | 236  | 301  | 333  | 375  |
| Des de 1962: població sense dobles comptes |      |      |      |      |      |      |

## Administració
| Període   | Identitat       | Partit |
| --------- | --------------- | ------ |
| 1989-2008 | Aldée Bernardin |        |
| 2008-     | Guy Depasse     |        |